# Cubry-lès-Faverney
Cubry-lès-Faverney és un municipi francès situat al departament de l'Alt Saona i a la regió de Borgonya - Franc Comtat. L'any 2007 tenia 106 habitants.

## Demografia

### Població
El 2007 la població de fet de Cubry-lès-Faverney era de 106 persones. Hi havia 44 famílies, de les quals 10 eren unipersonals (3 homes vivint sols i 7 dones vivint soles), 14 parelles sense fills, 17 parelles amb fills i 3 famílies monoparentals amb fills.
La població ha evolucionat segons el següent gràfic:
Habitants censats

### Habitatges
El 2007 hi havia 53 habitatges, 44 eren l'habitatge principal de la família, 5 eren segones residències i 4 estaven desocupats. 47 eren cases i 4 eren apartaments. Dels 44 habitatges principals, 38 estaven ocupats pels seus propietaris i 5 estaven llogats i ocupats pels llogaters; 1 tenia una cambra, 4 en tenien tres, 7 en tenien quatre i 32 en tenien cinc o més. 38 habitatges disposaven pel capbaix d'una plaça de pàrquing. A 16 habitatges hi havia un automòbil i a 25 n'hi havia dos o més.

### Piràmide de població
La piràmide de població per edats i sexe el 2009 era:
| Homes | Edats   | Dones |
| ----- | ------- | ----- |
| 0     | 95 o +  | 0     |
| 0     | 90 a 94 | 4     |
| 0     | 85 a 89 | 4     |
| 0     | 80 a 84 | 0     |
| 8     | 75 a 79 | 4     |
| 0     | 70 a 74 | 4     |
| 4     | 65 a 69 | 0     |
| 0     | 60 a 64 | 0     |
| 4     | 55 a 59 | 0     |
| 0     | 50 a 54 | 4     |
| 4     | 45 a 49 | 4     |
| 4     | 40 a 44 | 4     |
| 0     | 35 a 39 | 4     |
| 0     | 30 a 34 | 0     |
| 4     | 25 a 29 | 12    |
| 4     | 20 a 24 | 4     |
| 8     | 15 a 19 | 4     |
| 4     | 10 a 14 | 4     |
| 4     | 5 a 9   | 0     |
| 4     | 0 a 4   | 0     |

## Economia
El 2007 la població en edat de treballar era de 70 persones, 54 eren actives i 16 eren inactives. Les 54 persones actives estaven ocupades(28 homes i 26 dones).. De les 16 persones inactives 9 estaven jubilades, 3 estaven estudiant i 4 estaven classificades com a «altres inactius».
Activitats econòmiques
Dels 6 establiments que hi havia el 2007, 1 era d'una empresa de construcció, 1 d'una empresa de comerç i reparació d'automòbils, 2 d'empreses de transport, 1 d'una empresa de serveis i 1 d'una entitat de l'administració pública.
L'únic establiment comercial que hi havia el 2009 era una botiga d'equipament de la llar.
L'any 2000 a Cubry-lès-Faverney hi havia 4 explotacions agrícoles.

## Poblacions més properes
El següent diagrama mostra les poblacions més properes.